# Verlandingsvegetatie

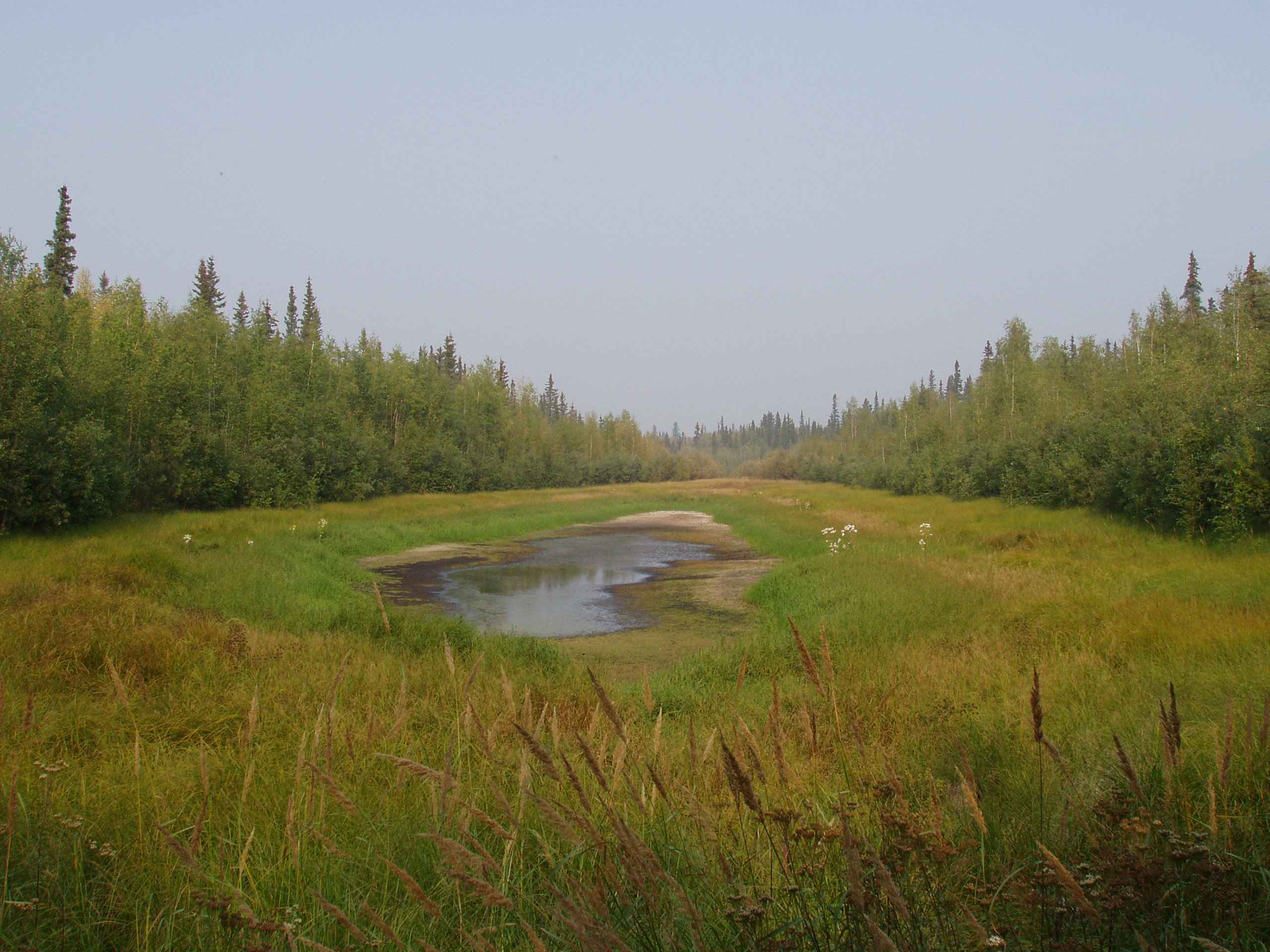
Een kleine plas omringd door verlandingsvegetatie

Verlandingsvegetatie is een vegetatietype dat voorkomt op de overgang van water en land. Het is een vegetatie die onderdeel kan zijn van het proces van verlanding, zowel in zoet, brak als in zout water.

## Ontstaan van verlandingsvegetatie

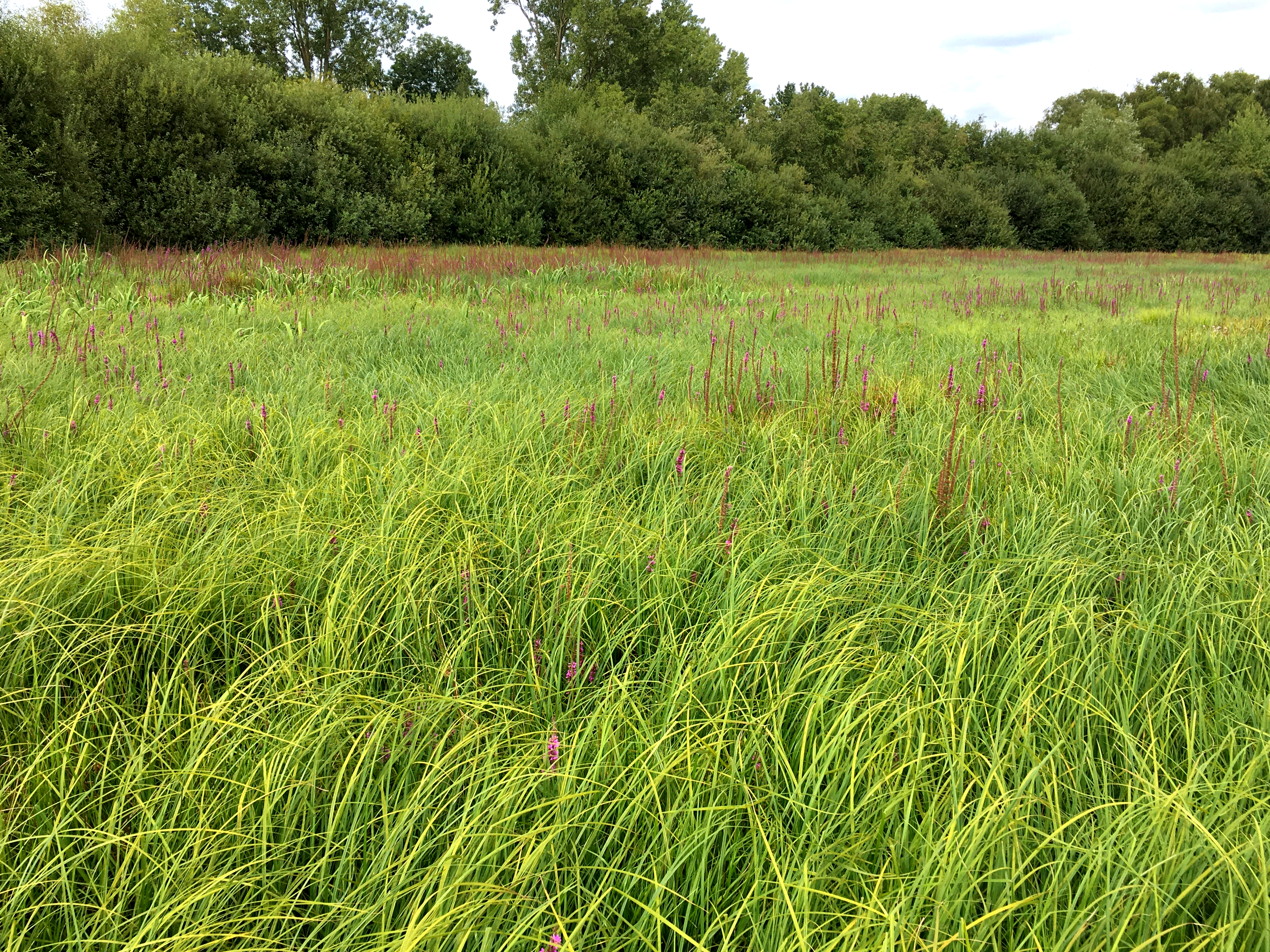
Aspect van een eutroof moeras met dichte verlandingsvegetatie van de associatie van scherpe zegge in de Klotputten.

Een verlandingsvegetatie ontstaat, wanneer een aan water gebonden vegetatie in een proces van successie langzaam vervangen wordt door een meer aan het landmilieu gebonden vegetatie. Deze successie wordt in gang gezet doordat dood organisch materiaal een voedselrijk pakket vormt waarop nieuwe planten zich kunnen ontwikkelen. Het water wordt in de loop van de tijd ondieper waardoor weer andere plantensoorten zich kunnen vestigen. Dergelijke vegetatie ontstaat doorgaans in stilstaand of langzaam stromend water.

## Milieuveranderingen
Voor veel diersoorten is het ontstaan van een verlandingsvegetatie belangrijk, omdat bepaalde milieukarakteristieken veranderen. Voor bepaalde insecten en vissen kunnen de schuil- en voedselsituatie bijvoorbeeld veranderen. Ook de doorstroom van het water wordt belemmerd. Sommige verlandingsvegetatie heeft een zuiverende werking voor het water, zoals een helofytenfilter.

## Voorbeelden
Voorbeelden van verlandingsvegetatie zijn:
- Combinatie van mattenbies, gele plomp en waterlelie in nog deels open water[2]
- Riet, lisdodden en biezen, als begin van de verlanding[3]
- Veenmos in voedselarm ondiep water[4]